# Dictyla platyoma
Dictyla platyoma är en insektsart som först beskrevs av Franz Xaver Fieber 1861.  Dictyla platyoma ingår i släktet Dictyla och familjen nätskinnbaggar. Inga underarter finns listade i Catalogue of Life.